# Pokrajina Bologna
Pokrajina Bologna (v italijanskem izvirniku Provincia di Bologna, izg. Provinča di Bolonja) je bila ena od devetih pokrajin, ki so sestavljale italijansko deželo Emilija - Romanja. Januarja 2015 so jo poimenovali Metropolitansko mesto Bologna. Na severu je mejila s pokrajino Ferrara, na vzhodu s pokrajino Ravenna, na jugu z deželo Toskana in na zahodu s pokrajino Modena. 

## Večje občine
Glavno mesto je tudi sedež metropolitanskega mesta Bologna, ostale večje občine pa so bile (podatki 31.05.2007):
| Mesto                     | Prebivalcev |
| ------------------------- | ----------- |
| Bologna                   | 373.170     |
| Imola                     | 66.842      |
| Casalecchio di Reno       | 34.687      |
| San Lazzaro di Savena     | 30.200      |
| San Giovanni in Persiceto | 25.906      |

## Naravne zanimivosti
Posebnost pokrajine so calanchi (izg. kalanki), ki so globoke zareze na pobočjih gričev. Nastale so zaradi erozije, ki jo povzroča dež, ko drsi proti dolini. Vzrok je predvsem skoraj popolna odsotnost rastlinja na glinastih in usedlinskih terenih. Nekateri kalanki so posledica divjega izkoriščanja gozdov, ki je opustošilo griče do golega in izpostavilo neurju krhko površino. Danes se ta ozemlja sistematično pogozdujejo, kar je sicer že močno zavrlo erozijo, a do popolnega prekritja površine je še zelo daleč.
Seznam zaščitenih področij v pokrajini:
- Krajinski park Abbazia di Monteveglio (Parco regionale dell' Abbazia di Monteveglio)
- Krajinski park Laghi Suviana e Brasimone (Parco regionale dei Laghi Suviana e Brasimone)
- Krajinski park Gessi Bolognesi e Calanchi della Abbadessa (Parco regionale dei Gessi Bolognesi e Calanchi della Abbadessa)
- Krajinski park Corno alle Scale (Parco regionale del Corno alle Scale)
- Naravni rezervat Bosco della Frattona (Riserva naturale orientata Bosco della Frattona)

## Zgodovinske zanimivosti
Monghidoro je zanimivo mestece (3.900 prebivalcev) v pokrajini Bologna. Ime izhaja iz trinajstega stoletja, ko se je tod naselilo gotsko pleme, po katerem se je začel kraj imenovati Mons Gothorum (Gora Gotov). Ima precej zanimivo zgodovino, a najbolj presenetljiv je vsekakor podatek iz leta 1944. Takrat je bilo mestece pod nemško okupacijo in ko so prišli zavezniki, jih je ljudstvo tako navdušeno sprejelo, da je general Clark "anektiral" mesto Los Angelesu. Toda kljub "pripadnosti" ameriškemu velemestu je danes Monghidoro pobraten samo z belgijskim mestom Rebecq, kjer se je v prvem povojnem času razvila skupnost italijanskih izseljencev iz tega kraja. Ameriške obljube so pač zalegle manj od belgijske gostoljubnosti. 